# Domenico Fiasella
Domenico Fiasella (Sarzana, 12 agosto 1589 – Genova, 19 ottobre 1669) è stato un pittore italiano.
Detto anche il Sarzana dalla città di origine, fu uno dei principali esponenti della scuola barocca genovese. Educato a Genova e a Roma, svolse la sua prolifica attività prevalentemente in Liguria, lasciando una consistente mole di opere di tema sacro e profano, caratterizzate da uno stile in equilibrio tra la componente naturalistica di matrice caravaggesca e gentileschiana e la corrente classicista ispirata alle opere del Reni.

## Biografia

### L'infanzia
Domenico Fiasella nacque a Sarzana il 12 agosto 1589, da famiglia originaria del vicino borgo di Trebiano. Il padre era Giovanni Fiasella, argentiere operante in Sarzana.
Sin da piccolo mostra la sua particolare attitudine per la pittura lavorando nella bottega del padre ed esercitandosi nel riprodurre una tela del pittore fiorentino Andrea del Sarto, conservata all'epoca nella chiesa di San Domenico, oggi non più esistente. L'opera di Andrea del Sarto era molto apprezzata dai sarzanesi e rappresentava la Vergine con i Santi Domenico e Caterina.

### La formazione a Genova
Aiutato dall'amicizia personale con il vescovo di Sarzana, monsignor Salvago, grazie alla sua raccomandazione nel 1600 si trasferì a Genova, prima per lavorare presso la bottega di Aurelio Lomi e poi, nel 1601, nella bottega del Paggi, il quale era ben conosciuto dal prelato sarzanese. A Genova ricevette una solida formazione iniziale: Paggi insegnava i metodi della pittura basandosi sul testo di una sua opera teorica, andata perduta: la Diffinizione o sia divisione della pittura, alla cui perdita suppliscono in parte le lettere di Girolamo Paggi del 1551.
Dal Paggi l'artista imparò l'arte, anche se questo decano dei pittori genovesi era rimasto legato al Manierismo, mentre il giovane Fiasella desiderava conoscere le ultime novità pittoriche romane.
Peraltro queste novità non gli erano del tutto estranee, potendo egli accedere al mercato delle incisioni, che a Genova era in Sottoripa. Purtroppo, però, le novità artistiche dell'ambiente romano erano riprodotte in stampe in bianco e nero, che non permettevano di conoscere le novità nell'uso del colore.

### La formazione a Roma

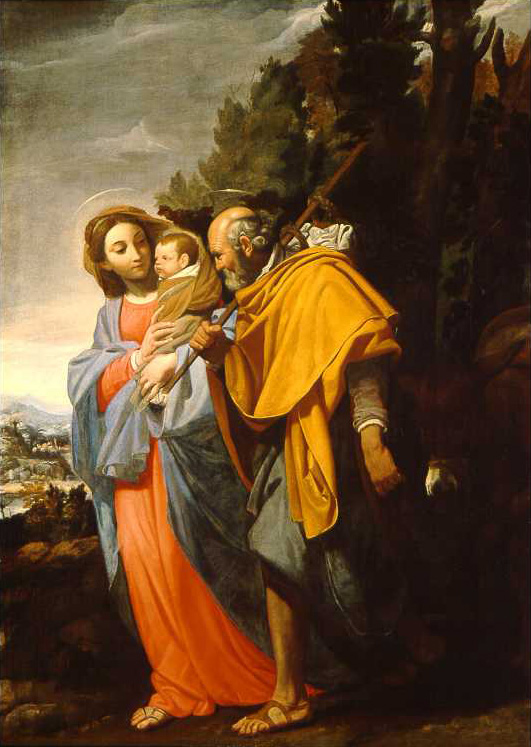
Fuga in Egitto, Bob Jones University di Greenville (USA), opera del periodo romano (1607-1615).

Dopo questo iniziale studio della pittura, Fiasella si trasferì a Roma, dove soggiornò dal 1607 al 1616, dove conobbe le opere di Raffaello Sanzio, di Michelangelo Buonarroti, di Tiziano, di Sebastiano del Piombo per quanto riguardava la precedente generazione rinascimentale. Ma conobbe anche le opere dei suoi contemporanei Carracci, dei Bolognesi, dei Fiorentini, di Caravaggio e di tanti altri.
Frequentò inoltre l'Accademia del Nudo, nata nel 1577 con una Bolla papale di Gregorio XIII; tra i suoi discepoli era il caravaggesco fiammingo Gerard Hontorst, detto Gherardo Delle Notti (1590-1656), attivo in Roma dal 1610 al 1620 e coetaneo del Fiasella.
Per farsi notare, il giovane pittore sarzanese ricorse a un astuto espediente: pose un suo quadro, la Natività del Signore, senza firma, ma bene in vista in un'esposizione nella Chiesa di Santa Maria della Scala. Il dipinto fu visto e apprezzato da Guido Reni.
A Roma Fiasella strinse amicizia con Orazio Gentileschi (1503-1647). Il caravaggismo di Fiasella procede più dal cromatismo di Gentileschi, che dalla crudezza polemica e dalla sciabolante vividezza luministica di Caravaggio (1573-1610). Da Orazio Gentileschi Fiasella derivò una raffinatezza, un racconto rapido e sereno, una pacata luminosità reinterpretati con la pennellata genovese, differente dalla idealizzante perfezione di Gentileschi. Si tratta quindi di un caravaggismo attenuato dalla stilizzazione gentileschiana, dalla quale ricava anche l'aristocrazia dei modi, la naturalezza, l'eleganza, i modi dei panni e delle stoffe.
Tramite Orazio Gentileschi Fiasella divenne amico del marchese genovese Vincenzo Giustiniani, che era stato anche protettore di Caravaggio, e per lui eseguì alcune tele.
A dimostrazione dei continui rapporti con Sarzana anche durante il periodo di formazione, il giovane artista realizzò l'Adorazione dei Pastori, un notturno (opera conservata presso la chiesa di San Francesco in Sarzana, sul primo altare a destra), in cui riprese l'idea di Caravaggio per la tela con lo stesso soggetto (ora alla Pinacoteca di Dresda).

### Il ritorno in Liguria e la prima commissione per Sarzana

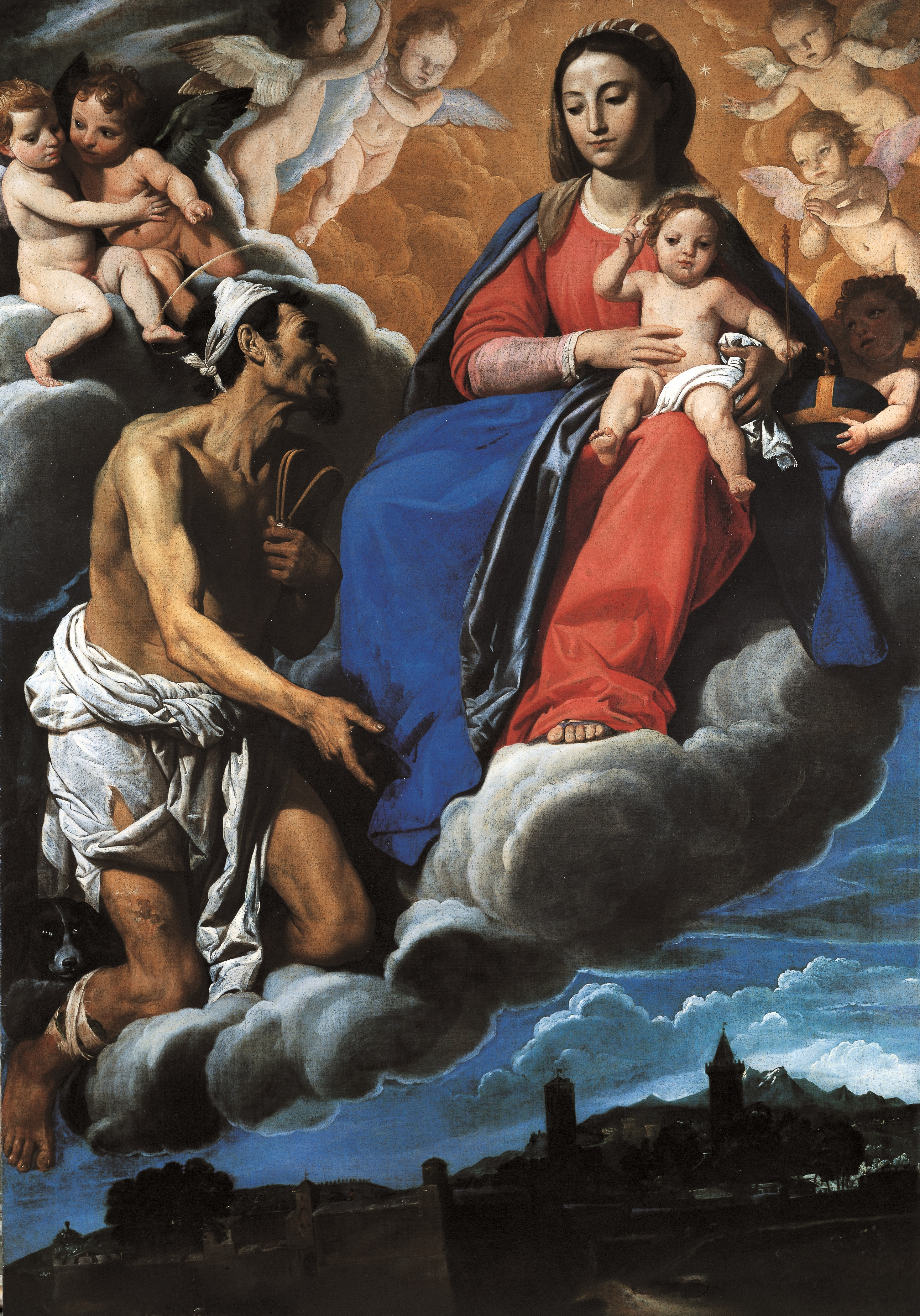
San Lazzaro implora la Vergine per la città di Sarzana, 1616, Sarzana. Chiesa di San Lazzaro.

Nel 1616 Fiasella fa ritorno a Sarzana dove dipinge per conto dei Protettori dell'Opera di Santa Maria la pala d'altare San Lazzaro implora la Vergine per la città di Sarzana, da collocare nella chiesa dell'antico ospitale di San Lazzaro nei pressi di Sarzana (oggi la tela è conservata nella nuova parrocchiale di San Lazzaro, costruita nell'Ottocento). In quest'opera il Fiasella sintetizza classicismo e naturalismo, le due correnti artistiche tipiche del suo periodo.
La tela, oltre ad essere la prima opera di cui si ha la certezza della datazione, è il primo vero lavoro commissionato per la sua città natale; con questo dipinto Fiasella ha finalmente modo di dimostrare la sua bravura ai suoi concittadini, conquistando la loro fiducia e il loro rispetto attraverso alcuni espedienti significativi: primo fra tutti la veduta a volo d'uccello del borgo di Sarzana, dove spiccano gli elementi distintivi della città (dai campanili alla fortezza di Sarzanello, sino al profilo delle Alpi Apuane). Un altro abile espediente è l'inserimento del fermacapelli indossato da Maria; esso è un chiaro omaggio al pittore fiorentino Andrea del Sarto e alla sua opera conservata in San Domenico, dove la figura di Santa Caterina indossava proprio lo stesso fermacapelli copiato dal Fiasella.

### La maturazione artistica a Genova

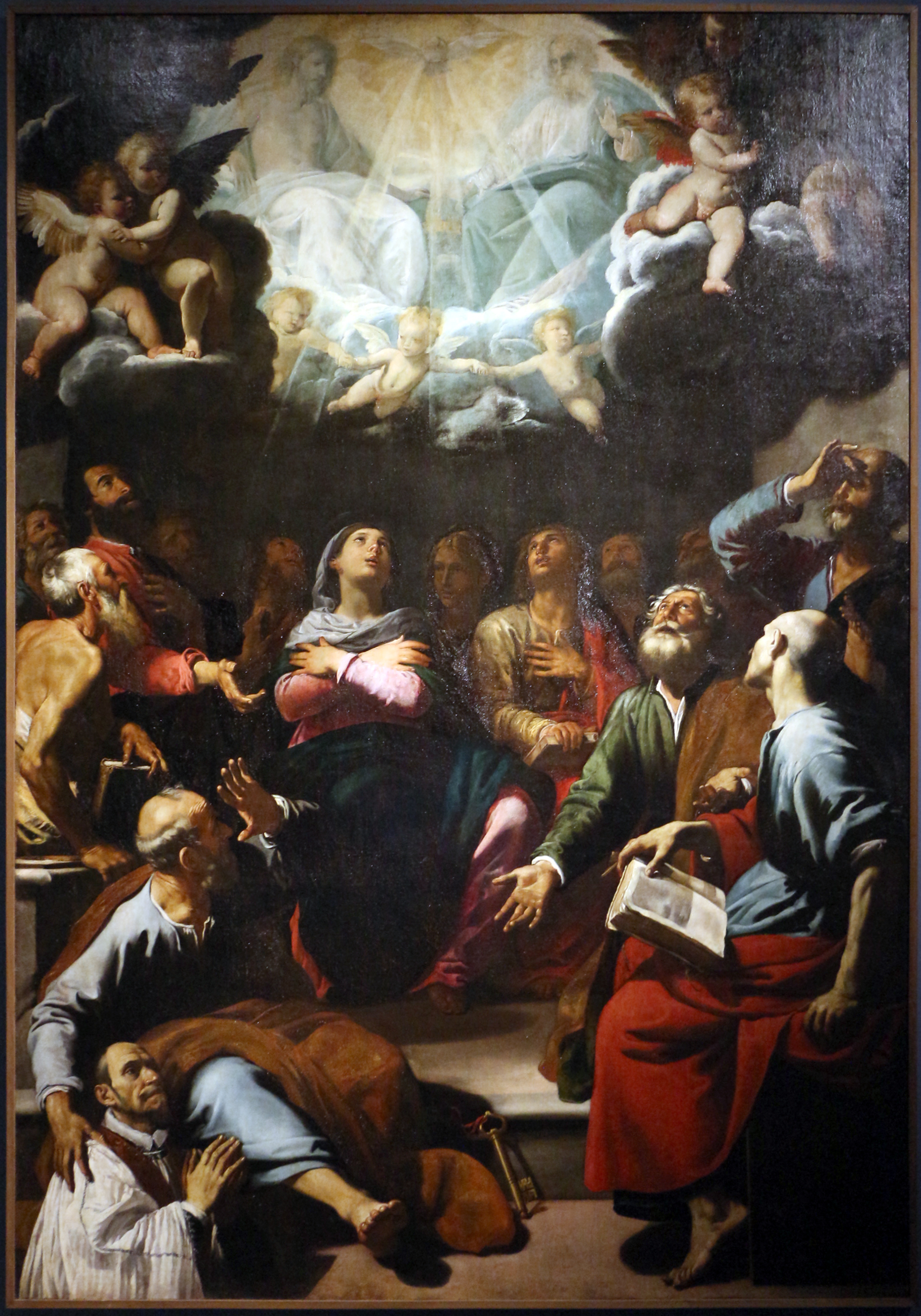
Discesa dello spirito santo, 1618, Sestri Levante, Basilica di Santa Maria di Nazareth.

#### Differenze di stile nell'affresco tra i Carlone e Fiasella
Fiasella si confronta con i due artisti in auge nella Genova di allora, i due fratelli Giovanni e Giovanni Battista Carlone. Da loro differisce per disegno, colore, composizione. Per dare maggiore vita alle sue figure Giovanni Carlone aveva maturato una tecnica personale fatta di rifiniture a tratteggio e velature, sistema basato sui modi appresi dai Bolognesi e dai Toscani: i Carracci, Guido Reni, Passignano. Al contrario Domenico Fiasella parte da Gentileschi e da Caravaggio. Nell'uso di quello che era il colore veneto del Rinascimento, i Carlone partivano dal Passignano e vi basavano la loro estetica, forti di una tecnica indovinata, tendendo a una maggiore intensità e pulitezza trasparente del colore. 
Al contrario Fiasella lascia la via veneto-passignanesca dei Carlone per puntare su effetti luce-ombra. Opera cioè per contrapposizione e densità dei colori, collocandosi nella corrente caravaggista. Tuttavia, sono perduti i punti di riferimento per questo passaggio in Genova, gli affreschi di Gentileschi in Genova, a Sampierdarena.
In fatto di composizione i Carlone accettavano la composizione eclettica classicista ufficiale, mentre Fiasella focalizza la realtà del racconto con intendimenti di equilibrato verismo, altra impostazione caravaggista. Lo fa ad esempio nel Banchetto di Assuero in palazzo Patrone, dove l'attenzione può sostare sui travasatori, sugli assaggiatori del vino, sul cane in primo piano a sinistra, spostandosi eventualmente e solo alla fine verso il re e i convitati, che sono posti con un'apparente noncuranza in profondità nella scena.

#### Palazzo Patrone: gli affreschi diEster e Assuero

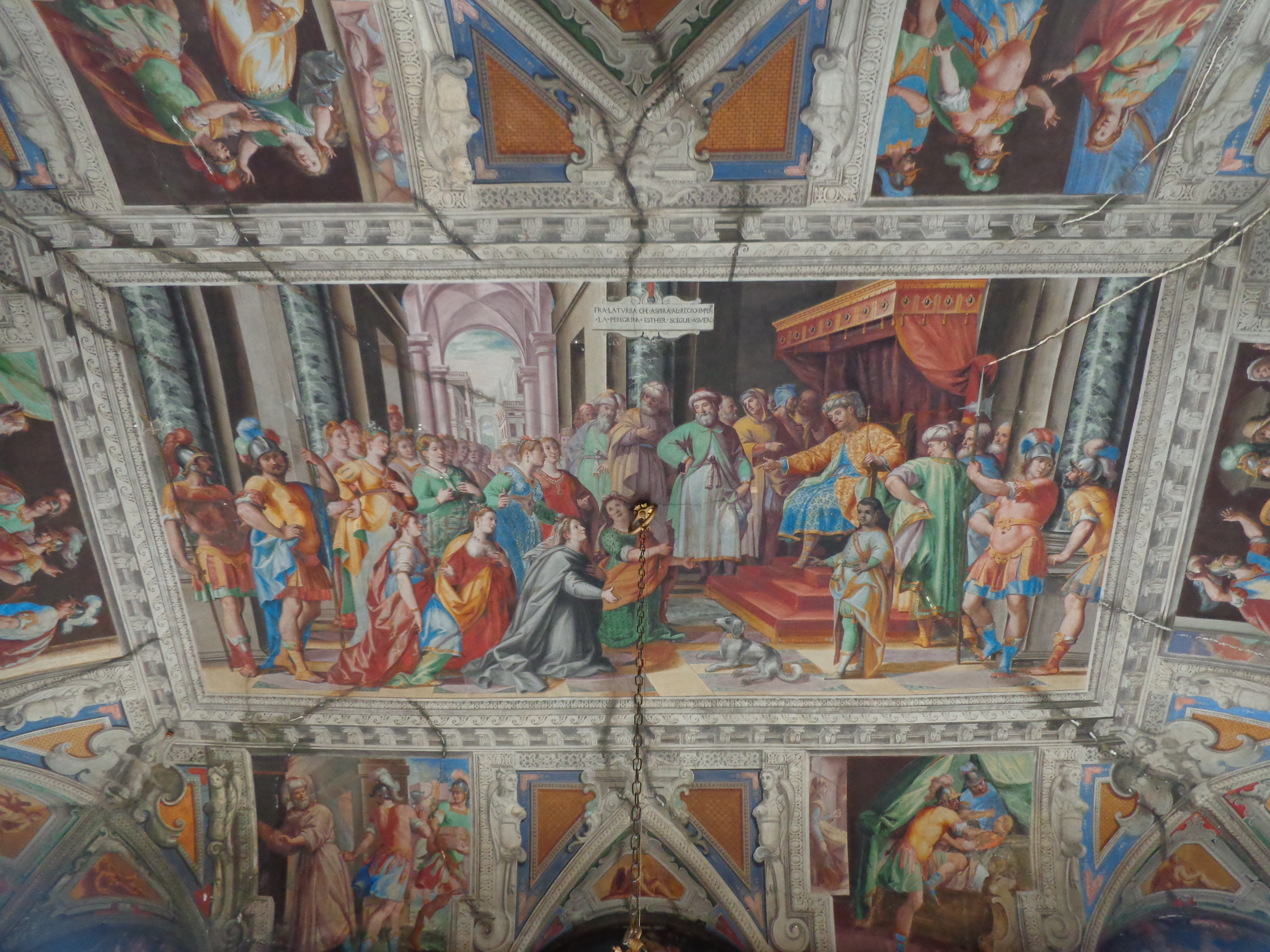
Storie di Ester e Assuero, 1618. Genova, Palazzo Lomellini.

Dal 1618 dimora a Genova, divenendo rapidamente uno dei pittori più in vista, soprattutto dopo aver eseguito, per il Palazzo Lomellini alla Zecca, un importante ciclo di affreschi con oggetto le Storie di Ester (oggi, Palazzo Patrone, sede attuale del Comando Militare Territoriale).
Si tratta della prima sua opera importante dopo il ritorno a Genova; viene eseguita per Giacomo Lomellini detto il Moro. Il palazzo era stato da poco ristrutturato, nel 1620, e l'intervento pittorico risale alla fine del 1621.
L'artista esegue una serie di affreschi, con storie di Ester nelle stanze e sale principali del piano superiore e del piano inferiore, tratte dal poema epico La reina Esther del contemporaneo Ansaldo Cebà. Nel piano superiore dipinge il Re che celebra il Convito, nel portico la Distruzione di Gerusalemme. Vi dipinge anche fanciulli e statue a chiaroscuro, con freschezza di colorito.
In questo stesso palazzo risiedeva proprio in quel tempo la famosa pittrice Sofonisba Anguissola (1528-1624), morta quasi centenaria, che il pittore in queste circostanze conobbe.

#### Il Martirio di Santa Barbara per San Marco in Genova
Nel 1622 Fiasella dipinge il Martirio di Santa Barbara, per l'altare in capo alla navata sinistra della Chiesa di San Marco al Molo. Qui sono poche le figure, un paio, distanziate dal paesaggio, e ancora alcuni putti in alto. Sullo stesso tema si può rammentare il Martirio di Sant'Orsola dello stesso Fiasella in Sant'Anna. L'opera in San Marco conferma gli assunti degli affreschi del palazzo Patrone, con l'entusiasmo per lo stile gentileschiano tradotto in raffinati effetti di colore e luce, e nell'aristocratico taglio del panneggio della Santa.

#### Le rappresentazioni ufficiali

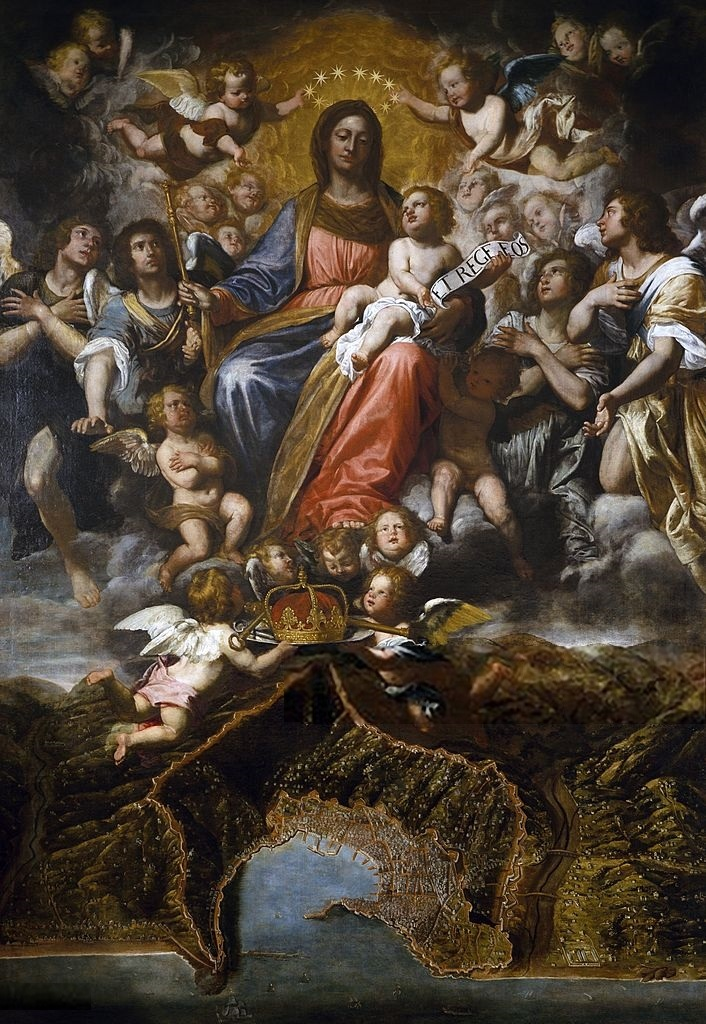
Madonna Regina di Genova, 1639, Napoli, Chiesa della Pietà dei Turchini.

Per il Palazzo Ducale nel 1630 esegue il disegno dell'altar maggiore e quello della Madonna in bronzo da porvi sopra, opera scolpita da Giovanni Battista Bianco nel 1632. Doveva qui elaborare una figura che rappresentasse Genova, l'iconografia ufficiale del potere politico della Repubblica, essendo la Madonna eletta Regina di Genova. Questa Madonna viene ad avere così gli attributi del Regno, lo scettro, la corona e le chiavi di Genova, e la sua immagine viene poi riprodotta nelle monete della città con la scritta “ex Rege Eos”.
Al Fiasella per questo fu attribuito un ruolo importante, nel 1637, nella fastosa cerimonia durante la quale la Repubblica di Genova proclamò la Vergine sua Regina.

#### Il disegno per la statua della Madonna di Porta Pila
Nel 1637 Fiasella esegue i disegni per la statua della Madonna da porre su Porta Pila, scolpita da Giovanni Domenico Casella detto Scorticone, lo scultore che assieme a Giacomo Porta aveva rivestito di marmi l'interno dell'Annunziata del Vastato. Porta Pila era stata costruita nelle Mura Nuove, realizzate nel 1632, ed era il più aulico ingresso a Levante, posta al centro delle Fronti Basse.

#### L'Assuntadi Nostra Signora del Monte
Del 1632 è l'Assunzione della Vergine per Nostra Signora del Monte, tela di grandi dimensioni (m 3,70 x 2,45) dove, in basso fra i Dodici Apostoli, compaiono i due committenti, Giacomo e Pier Francesco Saluzzo. Giacomo Saluzzo volle porre la tela nella migliore condizione di luce per meglio ammirarla, e la posizione da lui scelta rimase tale sino a che la tela non venne posta nell'abside dove è tuttora. Fiasella vi dipinse un'architettura forse derivata, per volontà del committente, da Guido Reni, dalla sua tela posta nel Gesù di Genova; e qui Reni riprendeva un ricordo di Luca Cambiaso. Fiasella ha ora modificato il primitivo assunto caravaggista: abbandonata la dettagliata ripresa dei particolari, si collega ai motivi e alle ispirazioni dei precetti caravaggeschi ricevute da Orazio Gentileschi, che assimila e rielabora personalmente, riportandoli al suo collaudato linguaggio personale, in un percorso di continua perfettiva trasformazione.

### I rapporti con Sarzana
Il pittore mantenne stretti legami con la sua città natale, che conserva tuttora molte sue opere e lavorò a più riprese per i Cybo Malaspina di Massa. Inviò anche opere a Mantova, Piacenza e alle chiese della "nazione" genovese di Napoli e Palermo.

Nel 1626 per la cattedrale sarzanese, sempre per il committente monsignor Salvago, dipinse una tela con i Santi Nicola, Lazzaro e Giorgio e un'altra con i Santi Lucia, Barbara, Apollonia, che ricorda la Santa Domitilla fra i Santi Nereo e Achilleo di Rubens nella chiesa di Santa Maria in Vallicella a Roma. Quest'ultimo dipinto di Fiasella fornì la traccia per due affreschi, eseguiti dieci anni più tardi sulla parte alta delle pareti del transetto nell'Annunziata del Vastato, in cui si stabilizza il tipo di donna raffigurato da Fiasella, elegante e delicato, forse ereditato dal Paggi.
In San Francesco di Sarzana, nel quarto altare a sinistra, è una pala di Fiasella del 1630, con i Santi Bernardino da Siena e Salvatore d'Orta ai piedi della Madonna col Bambino; intorno stanno putti che rallegrano la scena, come nel Martirio di Santa Barbara in San Marco.

### I rapporti con Massa e i Cybo-Malaspina
Significativi furono anche i rapporti con il Ducato di Massa. Fiasella era ben visto dalla famiglia che governava la città: i Cybo-Malaspina, per i quali realizzò diverse opere, oggi conservate presso alcune chiese e il museo diocesano locale.
I rapporti di lavoro, di amicizia e di stima erano talmente proficui che i Malaspina tentarono in tutti i modi di far diventare Domenico Fiasella il loro pittore ufficiale, ma l'artista rifiutò sistematicamente tale offerta, non rinnegando mai il suo attaccamento con la Liguria e con Genova.

### I rapporti con gli altri pittori
Dal 1621 al 1625 Orazio Gentileschi fu a Genova, chiamatovi dal Sauli; a questa chiamata forse aveva contribuito anche Fiasella, che gli rimase amico sino alla morte: Fiasella prese a lavorare presso di sé Francesco, figlio di Orazio Gentileschi, insegnandogli il mestiere. Fiasella collaborò poi col Passignano e con altri artisti, eseguendo contemporaneamente tele in proprio. Una di queste fu una Fuga in Egitto, regalata dal pittore al Papa Paolo V, a cui piacque molto.
Domenico Fiasella ebbe molti allievi, fra i quali Gregorio De Ferrari, il lericino Giovanni Battista Casoni, che nel 1668 scrisse la sua biografia, ampiamente utilizzata a stampa nel 1674, ma il più geniale fu Valerio Castello, figura di spicco del periodo del barocco genovese maturo. L'ultima opera che di lui si conosca è datata 1667 (Santa Chiara che mette in fuga i Saraceni) ed è oggi conservata presso la chiesa di San Giovanni Decollato a Montoggio.

## Opere
La produzione artistica di Domenico Fiasella è notevole e comprende sia opere a tema religioso sia a tema mitologico o laico.
La maggior parte dei suoi lavori è conservata nelle chiese e nei musei liguri, nonché in alcune località del nord e del sud Italia, a prova dei rapporti politici e commerciali della repubblica genovese.
Con la generale dispersione di gran parte del patrimonio della pittura genovese, alcuni dipinti del Fiasella sono però trasmigrati anche fuori dall'Italia, soprattutto nel corso dell'Ottocento.
L'elenco delle opere riportato di seguito è da considerarsi parziale.

### Opere a Sarzana
- Adorazione dei pastori (1611 ca.), Chiesa di San Francesco
- San Lazzaro implora la Vergine per la città di Sarzana (1616), Chiesa di San Lazzaro
- Visitazione (1620), Chiesa Cattedrale
- Santi Giovanni Battista e Maria Maddalena (1620 ca.), Museo Diocesano
- San Francesco e Santo Stefano (1620 ca.), Museo Diocesano
- Santi Nicola, Lazzaro e Giorgio (1626), Chiesa Cattedrale
- Sante Lucia, Barbara, Apollonia (1626), Chiesa Cattedrale
- Madonna col Bambino e i santi Bernardino e Salvatore d’Aorta (1630 ca.), Chiesa di San Francesco
- Adorazione dei pastori (1630 ca., attribuzione), Museo Diocesano
- Gloria del Preziosissimo Sangue (1630 ca.), Chiesa Cattedrale
- Educazione della Vergine (1640 ca., opera di bottega), Museo Diocesano
- Vocazione dei santi Giacomo e Giovanni (1635-1640 ca.), Museo Diocesano
- Vestizione di santa Chiara (1648), Museo Diocesano
- Miracolo della mula (1650, opera di bottega), Museo Diocesano
- Madonna col Bambino e i Santi Antonio di Padova e Felice da Cantalice (1650 ca.), Chiesa di San Giovanni
- Sant'Agostino consegna la regola a San Nicola da Tolentino (1650 ca.), Chiesa Cattedrale
- Strage degli Innocenti (1653-55), Chiesa Cattedrale
- Martirio di sant'Andrea (1653-55), Chiesa Cattedrale

### Opere a Massa
- Madonna Salus Populi Romani, San Giovanni Battista, San Simeone e la profetessa Anna (1645 ca.), Chiesa di N.S. della Misericordia
- Sant’Antonio da Padova che predica ai pesci (1662), Chiesa di Santa Chiara
- San Giovanni Battista (1662 ca.), Chiesa di San Giovanni Decollato

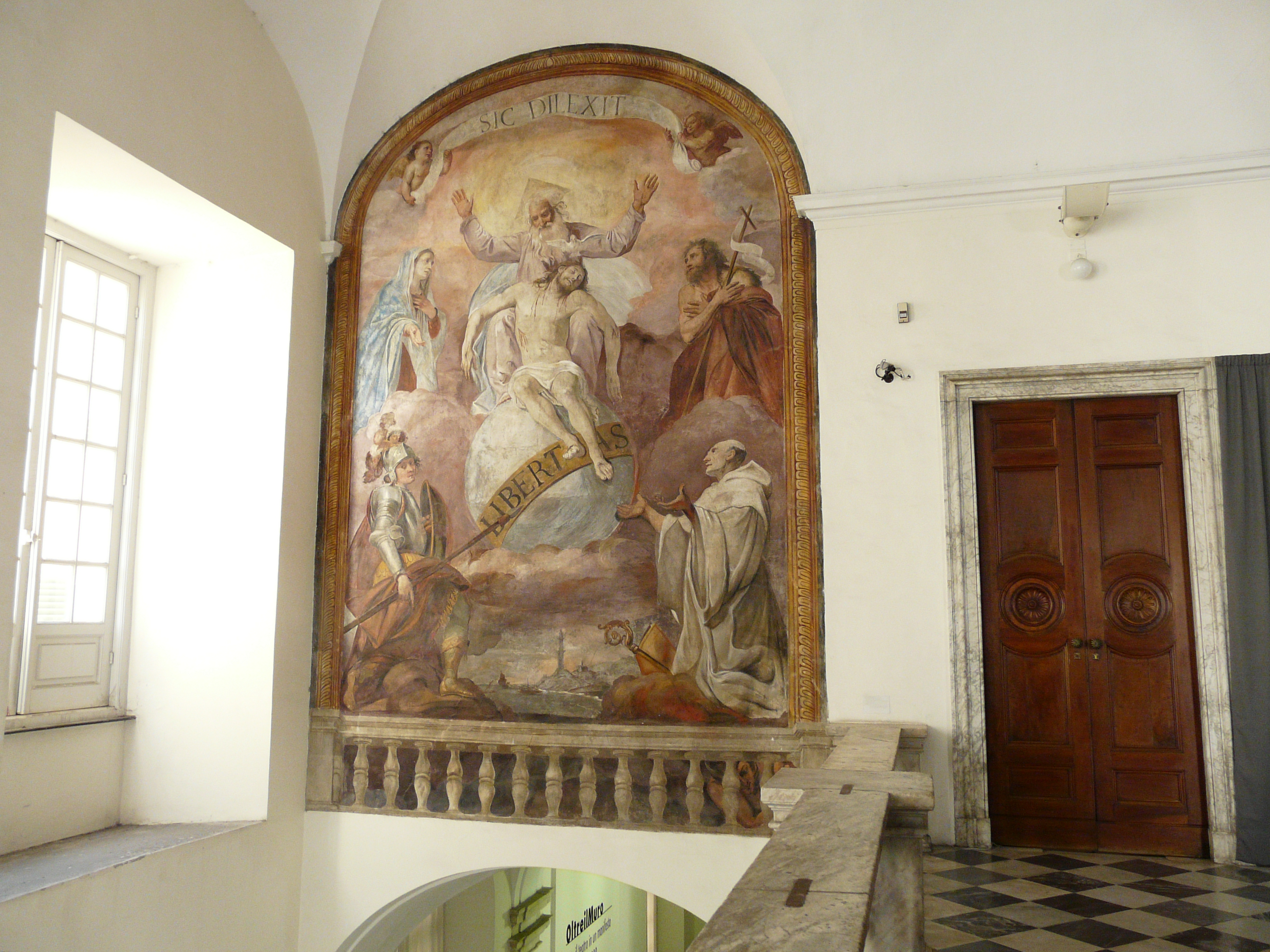
La Vergine e i Santi Giovanni Battista, Giorgio e Bernardo che intercedono presso la Trinità per la città di Genova, 1625-1630 ca., Genova, Palazzo Ducale.

- Adorazione, Museo Diocesano

### Opere a Genova
- Cena in casa del Fariseo (1614 ca.), Palazzo Reale
- La morte di Meleagro (1617 ca.), Accademia Ligustica di Belle Arti
- Storie di Ester e Assuero (1620-1621 ca.), ciclo di affreschi, Palazzo Lomellini-Patrone
- Martirio di Santa Barbara (1622), Chiesa di San Marco al Molo
- Le nozze di Cana (1622-1626 ca.), Cattedrale di San Lorenzo
- Matrimonio della Vergine (1622-1626 ca.), Raccolte Civiche
- Riposo durante la fuga in Egitto (1622-1626 ca.), Raccolte Civiche
- Il Battesimo di Cristo (1622-1626 ca.), Raccolte Civiche
- Sant'Orsola, le Vergini e la Sacra Famiglia (1624), Chiesa dei Santi Quirico e Giulitta
- La Vergine e i Santi Giovanni Battista, Giorgio e Bernardo che intercedono presso la Trinità per la città di Genova (1625-1630 ca.), affresco, Palazzo Ducale
- Annunciazione (1626 ca.), Monastero di Santa Chiara e di San Sebastiano
- Assunzione della Vergine (1632), Santuario di N.S. del Monte
- Morte del Beato Andrea Avellino (1632), Basilica di San Siro
- Dormitio Virgini (1638), Chiesa di San Rocco
- Madonna col Bambino, San Giorgio, San Bernardo e San Giovannino (1640 ca.), Accademia Ligustica di Belle Arti
- San Nicola è insignito dello scalpore (1642), Basilica di San Siro
- Madonna di Loreto (1643), Museo Diocesano
- San Tommaso di Villanova, Chiesa di N.S. della Consolazione
- Alessandro Sauli salva la popolazione dalla pestilenza, Basilica di S.M. Assunta di Carignano
- Visione di San Domenico in Soriano, Basilica di S.M. Assunta di Carignano

### Opere in Liguria
- Discesa dello Spirito Santo (1618), Basilica di Santa Maria di Nazareth (Sestri Levante)
- La barca di Pietro (1621 ca.), Chiesa di Santa Maria Assunta (Sestri Ponente)
- Madonna col Bambino e i santi Caterina d'Alessandro e Giovanni Battista (1634), Basilica di Santa Maria Assunta (Camogli)
- Madonna col Bambino e i santi Nicolò di Bari, Lucia e Lorenzo (1637 ca.), Chiesa di Santa Lucia (Pugliola di Lerici)
- Annunciazione (1640 ca.), Collegiata di Santa Maria Assunta (Novi Ligure)
- Madonna col Bambino, e i santi Francesco e Antonio di Padova (1645), Chiesa di San Lorenzo (Portovenere)
- Riposo durante la fuga in Egitto (1650 ca.), Oratorio di San Giuseppe (Albissola Marina)
- Madonna col Bambino e i santi Bernardino e Francesco (1659), Chiesa di San Francesco (Lerici)
- Santa Chiara mette in fuga i Saraceni (1667), Chiesa di San Giovanni Decollato (Montoggio)

### Opere nel resto d'Italia
- Suonatore e cortigiana (1608 ca.), Lloyd Adriatico (Trieste)
- Annunciazione (1613 ca.), Chiesa di Santa Maria Assunta (Roccasecca dei Volsci, LT)
- Sant’Antonio Abate trova il corpo di San Paolo Eremita (1626 ca.), Chiesa dei Cappuccini (Voltaggio, AL)
- Giuditta con la testa di Oloferne (1626 ca.), Museo Civico (Novara)
- Sogno di San Giuseppe (1636), Chiesa di San Pietro (Goito, MN)
- Madonna Regina di Genova (1637), Chiesa di San Giorgio dei Genovesi (Palermo)
- Madonna Regina di Genova (1639), Chiesa della Pietà dei Turchini (Napoli)
- Lactatio di San Bernardo (Lactatio Bernardi, 1643), Musei Civici (Piacenza)
- La Vergine porge il Bambino a San Felice da Cantalice (1650 ca.), Chiesa dei Cappuccini (Pontremoli, MS)
- Autoritratto, Pinacoteca Civica (Ascoli Piceno)

### Opere all'estero
- Cristo risana il cieco nato (1607-1615 ca.), Ringling Museum of art (Sarasota, Florida, USA)
- Cristo resuscita il figlio della vedova di Naim (1607-1615 ca.), Ringling Museum of art (Sarasota, Florida, USA)
- Fuga in Egitto (1607-1615 ca.), Bob Jones University (Greenville, South Carolina, USA)
- San Giovanni a Patmos (1639), Museo Bruckenta (Sibiu, Romania)
- Madonna Regina, Chiesa di Nostra Signora della Porziuncola (Lisbona, Portogallo)

### Opere in collezioni private
- San Gerolamo e le discepole (1610 ca.)
- Angelica e Medoro (1666 ca.)
- La Peste a Genova (1660 ca.)

### Disegni e progetti
- Progetto per l'altare e la statua della Madonna soprastante nella cappella del Palazzo Ducale di Genova, eseguita da Giovanni Battista Bianco (1632)
- Disegno per la statua della Madonna posta sopra la Porta Pila, eseguita da Domenico Scorticone (1637)
- Il Genio Ligure risvegliato, incisione ad acquaforte (1650)

## Mostre e Iniziative
- Domenico Fiasella (1990), mostra monografica a cura di Piero Donati, allestita presso il Palazzo Reale di Genova e San Michele a Ripa a Roma.
- Domenico Fiasella 1589-1669 (2007), mostra monografica a cura di Piero Donati e promossa dalla Fondazione Carispezia, allestita presso la sede della Fondazione alla Spezia, la Cittadella e il Museo Diocesano di Sarzana.
- Un quadro affatto ignoto di Domenico Fiasella (2016), ciclo di eventi a cura di Andrea Moruzzo in occasione del quattrocentesimo anniversario del dipinto San Lazzaro implora la Vergine per la città di Sarzana.
- Domenico Fiasella Pittore Celeberrimo (2021), mostra a cura di Barbara Sisti e Franco Bonatti, allestita presso il Museo Diocesano di Sarzana.